# Acacia ruppii
Acacia ruppii là một loài thực vật có hoa trong họ Đậu. Loài này được Maiden & Betche miêu tả khoa học đầu tiên.